# ميغان فهلينبوك
ميغان فهلينبوك (بالإنجليزية: Megan Fahlenbock)‏ (من مواليد 30 يونيو 1971 في تورونتو، كندا) هي ممثلة كندية. عملت في الرسوم المتحركة ولديها بعض الأدوار السينمائية.  اشتهرت بأدوارها الصوتية في مسلسلات وأنميات توتال دراما و إيفا كانط [الإنجليزية] في ديابوليك [الإنجليزية].

## روابط خارجية
- ميغان فهلينبوك على موقع IMDb (الإنجليزية)
- ميغان فهلينبوك على موقع قاعدة بيانات الفيلم (الإنجليزية)
- ميغان فهلينبوك على موقع ANN person (الإنجليزية)